# Brieselang
Brieselang è un comune di 13 204 abitanti del Brandeburgo, in Germania.
Appartiene al circondario della Havelland.

## Storia
Nel 2003 vennero aggregati al comune di Brieselang i comuni di Bredow e Zeestow.

## Società

### Evoluzione demografica
- Sviluppo della popolazione dal 1875 entro gli attuali confini (Linea Blu: Popolazione; Linea puntata: Confronto dello sviluppo della popolazione dello stato del Brandenburgo; Sfondo grigio: Ai tempi del governo nazista; Sfondo rosso: Al tempo del governo comunista)
- Sviluppo recente della popolazione (Linea blu) e previsioni

| Anno | Abitanti |
| ---- | -------- |
| 1875 | 1 175    |
| 1890 | 1 264    |
| 1910 | 1 099    |
| 1925 | 2 516    |
| 1939 | 4 955    |
| 1946 | 6 484    |
| 1950 | 6 416    |
| 1964 | 6 009    |

| Anno | Abitanti |
| ---- | -------- |
| 1971 | 6 054    |
| 1981 | 5 481    |
| 1985 | 5 359    |
| 1990 | 5 104    |
| 1995 | 5 513    |
| 2000 | 8 973    |
| 2005 | 10 457   |
| 2010 | 10 854   |

| Anno | Abitanti |
| ---- | -------- |
| 2015 | 11 484   |
| 2016 | 11 534   |
| 2017 | 11 714   |
| 2018 | 11 999   |
| 2019 | 12 193   |
| 2020 | 12 512   |

Fonti dei dati sono nel dettaglio nelle Wikimedia Commons..

## Geografia antropica
Appartengono al comune di Brieselang le frazioni (Ortsteil) di Bredow e Zeestow.